# سان دمتریو نه وستینی
سان دمتریو نه وستینی (به ایتالیایی: San Demetrio ne' Vestini) یک کومونه در ایتالیا است که در استان لاکویلا واقع شده‌است. سان دمتریو نه وستینی ۱۶٫۳۳ کیلومتر مربع مساحت و ۱٬۷۵۵ نفر جمعیت دارد و ۶۶۲ متر بالاتر از سطح دریا واقع شده‌است.